# Batalla de Helsingborg (1710)
La batalla de Helsingborg va tenir lloc el 28 de febrersuec/10 de març de 1710greg. durant la Gran Guerra del Nord. La batalla va tenir lloc als turons de Ringstorp, actualment formen part de la ciutat sueca de Helsingborg, al nord-est de la ciutat. La batalla fou una decisiva victòria sueca que impossibilità als danesos recuperar Escània.

## Combatents
Una força d'invasió danesa de 14.000 homes, a les ordres del Tinent General Jørgen Rantzau, s'enfrontà a un exèrcit defensor Imperi Suec de mida similar, a les ordres del Governador General d'Escània Magnus Stenbock.

## Antecedents de la batalla
Dinamarca ja feia temps que planejava reconquerir Escània, Halland i Blekinge. Després del Tractat de Traventhal Dinamarca es retirà de la guerra, però després de la derrota sueca a Poltava, el 1709, els danesos van veure la seva oportunitat i declaren la guerra a l'Imperi Suec. Els danesos van plantejar com a casus belli que els suecs havien intentat eludir el peatge de l'Øresund i maltractat els habitants d'Escània, Halland, Blekinge i Bohuslän. La declaració de guerra arribà a mans del Consell Imperial Suec el 18suec/28 d'octubre de 1709greg..
A final de la tardor de 1709 els danesos havien reunit una gran flota a l'Öresund i el 2suec/ 12 de novembre de 1709greg. desembarcà al poble de pescadors de Råå. L'exèrcit suec no pogué oposar gran resistència. El principal exèrcit suec estava debilitat després de Poltava, on es destruïren regiments suecs sencers. Encara que l'exèrcit suec realitzà noves lleves immediatament després de Poltava, Magnus Stenbock només havia aconseguit formar un regiment a Escània a final de l'estiu de 1709. Els suecs no tenien prou forces per contraatacar i es retiraren cap a Småland. El desembre els danesos controlaven tota Escània excepte Malmö i Landskrona.L'objectiu dels danesos era ocupar la base naval de Karlskrona, per emprar-la com a base logística per nous avenços. El gener de 1710 els danesos derrotaren un contingent suec inferior en nombre a Kristianstad.
Stenbock treballà diligentment per reconstruir l'exèrcit suec. Diversos regiments de nova creació es reuniren a Växjö, on els inexperts reclutes suecs practicaren sobre un llac congelat tècniques i tàctiques de combat. El 5suec/15 de febrer de 1710greg. les tropes de Stenbocks es reuniren a Osby amb altres unitats, reunint 14.000 efectius. Stenbock considerà que la clau d'Escània era Helsingborg i hi desplaçà el seu exèrcit per tallar les línies de subministrament daneses.
El comandant danès Cristià Detlev Reventlow s'adonà de la perillosa maniobra sueca i va fer redesplegar les seves tropes per enfrontar-se als suecs. Prop de Ringsjön Reventlow emmalaltí i hagué de cedir el comandament al Tinent General Jørgen Rantzau. Rantzau per por de quedar atrapat entre les tropes de Stenbock i la guarnició sueca de Malmö, per evitar-ho es va traslladar a Helsingborg. A l'arribar a la ciutat se li uní la guarnició i reuní 10.000 infants i 4.000 genets. Stenbock s'assabentà dels moviments danesos massa tard i hagué d'actuar ràpidament. Les tropes sueques igualaven a les daneses, però disposaven de més homes a cavall.

## Batalla
El matí del 28 de febrersuec/10 de març de 1710greg. les tropes de Stenbock marxaren cap a sud direcció Helsingborg i quan s'acostaren a les posicions daneses es desplegaren en formació de batalla. La boira matinal cobria el camp de batalla ocultant els dos bàndols. Al dissipar-se la boira, Rantzau comprovà que l'exèrcit suec avançava perpendicularment a la seva línia i amenaçava el seu flanc esquerre. Els danesos giraren la seva línia 90 graus i debilitaren el seu centre per poder reforçar el flanc esquerre amb unitats d'infanteria. L'artilleria danesa situada a les altures de Ringstorp obrí foc contra els suecs al migdia.
Stenbock en comptes de llençar les seves forces contra l'exposat flanc esquerre danès, desplaçà les seves forces d'oest a est. Els danesos cregueren que Stenbock pretenia sobrepassar el seu flanc dret, allargant la seva línia i obrint-hi forats. Els primers combats tingueren lloc a l'est del camp de batalla, els suecs foren rebutjats i el comandant Burenskiöld fou fet presoner. L'arribada de la resta de les forces del flanc esquerre suec capgiraren la situació. Rantzau combaté en aquest flanc, oblidant-se de la direcció de la batalla, i fou ferit de bala al pulmó. Amb el seu líder ferit greument, els suecs guanyant-los el flanc dret i el rumor que havien estat sobrepassats l'esquerra danesa es desplomà.
Els suecs atacaren durament el centre danès que no pogué resistir l'assalt amb el seu flanc en retirada. Els danesos desplegaren les seves millors unitats els Granaders i la Guardia Reial per cobrir la retirada. El flanc oest danès fou separat del seu centre, deixant-lo al descobert, fet que obligà al General Major Valentin von Eickstedt a ordenar la retirada de totes les forces. Tot i l'actuació de les unitats d'elit daneses la cavalleria sueca matà o capturà molts danesos que intentaven refugiar-se a Helsinborg.
|  |  |  |

## Conseqüències
Les restes de l'exèrcit danès es van refugiar darrere les fortificacions de campanya que rodejaven Helsingborg. Les pèrdues daneses van ser devastadores: 7.500 morts, ferits o capturats i tota l'artilleria capturada pels suecs. Defensar la ciutat era vital per assegurar la retirada de la resta de tropes daneses a Escània. El general Frantz Joachim von Dewitz assumí el comandament i comprovà l'estat de les defenses. El fossat, en alguns punts, era tan poc profund que la cavalleria el podia superar fàcilment, a més a més, gran part del mur estava mancat d'estacada i era poc sòlid. Tot i això, von Dewitz intentà consolidar les seves posicions.
Els suecs tingueren unes 2.800 baixes i es trobava en millor posició que els danesos. Stenbock decidí no seguir les operacions, degut a l'esforç que havien realitzat les seves tropes i al terreny que envoltava Helsingborg que dificultava qualsevol assalt. Els suecs posicionaren la seva artilleria per bombardejar la ciutat i bloquejar el port.
Els danesos començaren l'evacuació de les seves forces cap a Elsinore. Primer s'evacuà els ferits i els presoners de guerra suecs. A continuació s'evacuà la cavalleria, que es veié forçada a sacrificar les seves 5.000 muntures, també es cremaren els carros d'aprovisionament i s'intentà no deixar res per l'enemic. El 5 de març fou evacuada la infanteria.
Els suecs ocuparen la ciutat i confiscaren les propietats de bona part dels líders locals que havien entregat la ciutat als danesos.